# Johan Ernst Hartmann
Johan Ernst Hartmann (2. marts 1770 – 16. december 1844) var en dansk organist.
Som søn af Johann Hartmann og bror til Ludvig August Hartmann og August Wilhelm Hartmann var han anden generation i den danske musikalske Hartmannslaegt. Fra 1795-1806 var han organist og kantor ved Christians Kirke i København og derefter kantor ved Roskilde Domkirke fra 1806-1844 og sanglærer ved Roskilde Katedralskole fra 1815. Han komponerede også musik. Allerede 1789 skrev han en kantate til Musikens Dyrkeres og Elskeres Selskab. Senere fik han opført nogle kompositioner i Det forenede musikalske Selskab. Efter sin ansættelse i Roskilde skrev han musik til brug i kirken, bl.a. nogle motetter, der blev spillet i Roskilde Domkirke i 1835.
Sønnen Søren Friedrich Bruun Hartmann (1815-1912) var også organist og vikarierede tit for sin fætter J.P.E. Hartmann ved orglet i Garnisons Kirke. Fra 1843-1883 var han kantor ved Roskilde Domkirke, hvor han altså overtog sin fars embede